# Desultor
Desultor és una paraula llatina que significa 'aquell que salta', 'saltador' i s'aplicava a l'antiga Roma a un genet que muntava diversos cavalls o carros saltant d'un a l'altre.
A la Ilíada es parla d'un home que ha embridat quatre cavalls i que passant pels camins més concorreguts es dirigeix a tota marxa cap a la gran ciutat saltant de l'un a l'altre, sense caure, provocant l'admiració de tothom.
En els Jocs del circ romà aquesta exhibició era molt popular. El desultor romà només muntava dos cavalls alhora, assegut sobre un d'ells sense cadira i saltant a l'altre quan li plaïa. El genet portava un barret o gorra de feltre. Aquests exercicis es van fer tant populars, que els joves del rang més alt a més de conduir bigues i quadrigues al circ, també s'exhibien amb aquestes formes d'equitació, diuen Suetoni i Valeri Flac.
Aquesta mostra de destresa eqüestre també s'usava per la guerra. Titus Livi esmenta una tropa de cavalleria de l'exèrcit númida, on cada soldat tenia un parell de cavalls, i, en plena batalla i vestit d'armadura, saltava amb gran facilitat i rapidesa des del que estava cansat o ferit a la gropa del cavall que encara estava sa i fresc. Els escites, els armenis i alguns pobles indis eren hàbils en aquestes arts.